# Nieuport 10
El Nieuport 10 fou un biplà francès per a propòsits generals que va estar en servei durant els primers mesos de la Primera Guerra Mundial.

## Disseny i desenvolupament
El gener de 1914, el dissenyador Gustave Delage va entrar a formar part de la Société Anonyme des Établissements Nieuport, i començà a dibuixar una sèrie d'avions que el van fer famós tant a ell com a la companyia. El primer d'aquesta sèrie fou el Nieuport 10, originalment dissenyat per competir en una cursa del Trofeu Gordon Bennett el 1914. La Primera Guerra Mundial va fer cancel·lar la competició, i l'avió fou reconvertit en un avió militar de reconeixement amb dos seients. Va entrar en servei el gener de 1915 i va ser utilitzat per els aliats fins al juliol de 1916.
Construït amb tela i fusta, tenia una configuració sesquíplana, amb l'ala inferior amb una àrea inferior a la meitat de la superior i portava un motor rotatiu Le Rhone Gnome de 80 cavalls. Algunes unitats es van fabricar sota llicència a Itàlia (Macchi) o a Rússia (Lux and Lebedev).

## Variants
- Nieuport 10AV (AVant): Aquest model tenia l'observador/disparador al davant i el pilot al darrere.
- Nieuport 10AR (ARrière): El pilot seia al davant i l'observador/disparador al darrere.

## Operadors
Bèlgica
 França
 Finlàndia
- Força Aèria Finesa

 Italy
 Russian Empire
 República Nacional Ucraïnesa
(Un sol avió)
 Regne Unit

## Curiositats
Un model original del Nieuport 10, que va pertànyer al pilot francès Charles Nungesser, es troba a l'aeròdrom de Old Rhinebeck, New York (Estats Units).

## Especificacions
Característiques generals
- Tripulació: un, pilot
- Longitud: 7,09 m
- Envergadura: 8,20 m
- Alçada:
- Superfície de l'ala 18 m²
- Pes buit: 411 kg
- Pes carregat: 658 kg
- Motors: 1×  motor rotatiu le Rhone, 60 kW

 Rendiment 
- Velocitat màxima: 139 km/h
- Sostre de servei: 4.572 m
- Ràtio d'ascens: 2,1 m/s
- Resistència: 2,5 hores

Armament

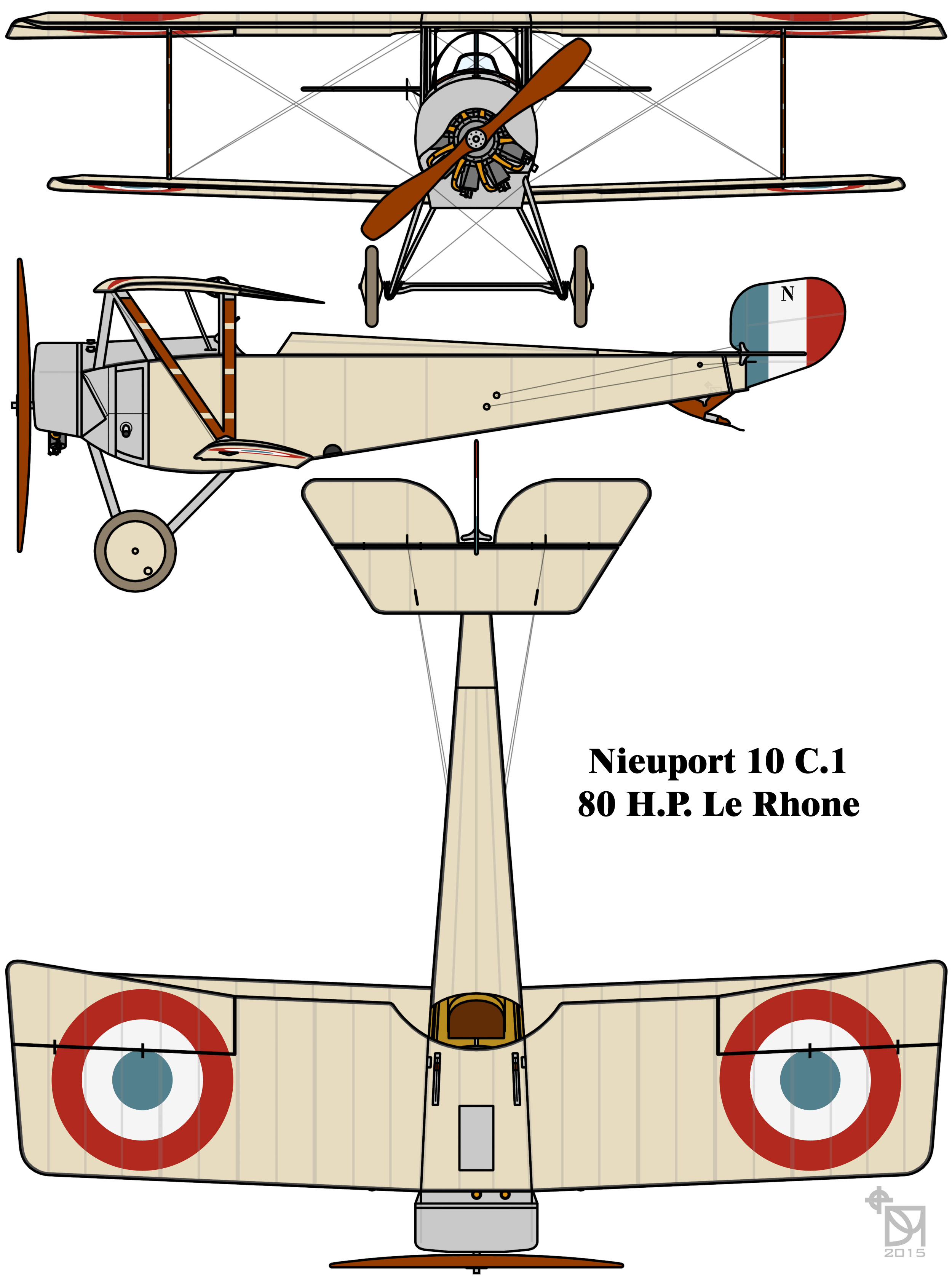
Nieuport 10 C.1

- 1 × metralladora Lewis sobre l'ala superior.